# 孙比利亚
孙比利亚（西班牙語：Sunbilla）是西班牙纳瓦拉的一个市镇。总面积47平方公里，总人口681人（2001年），人口密度14人/平方公里。